# Установка фракціонування Форт-Саскачеван (Dow)
Установка фракціонування Форт-Саскачеван (Dow) — виробництво у канадській провінції Альберта, яке здійснює розділення зріджених вуглеводневих газів (ЗВГ).
У першій половині 1990-х років концерн Dow Chemical запустив у Форт-Саскачевані піролізне виробництво, розраховане на споживання етану. Одним з основних постачальників сировини для нього стала належна тому ж власнику установка фракціонування зріджених вуглеводневих газів (ЗВГ). Розміщена на сусідньому майданчику та введена в експлуатацію у 1993 році, вона наразі має потужність з фракціонування 69 тисяч барелів ЗВГ на добу (фракції С2, С3, С4, С5), в тому числі 31 тисяча барелів етану (С2).
Суміш ЗВГ отримують через трубопровідну систему компанії Pembina (включила у себе ЗВГ-трубопровід Federated Pipeline, який прямує від газопереробного комплексу Керолайн), а також трубопроводи Brazeau NGL та Peace NGL (останній постачає продукцію не лише заводів Альберти, але й розташованого у Британській Колумбії ГПЗ Younger).
Потреби установки обслуговує власне підземне сховище.
Отримана після вилучення етану суміш С3+ може спрямовуватись для подальшого розділення на сусідню установку фракціонування компанії Keyera.